# Garza Valdez
Garza Valdez är en ort i Mexiko.   Den ligger i kommunen Villagrán och delstaten Tamaulipas, i den centrala delen av landet, 600 km norr om huvudstaden Mexico City. Garza Valdez ligger 318 meter över havet och antalet invånare är 530.
Terrängen runt Garza Valdez är platt. Runt Garza Valdez är det mycket glesbefolkat, med 6 invånare per kvadratkilometer. Garza Valdez är det största samhället i trakten. I omgivningarna runt Garza Valdez växer huvudsakligen savannskog.